# MTV Idol
MTV Idol foi um canal de televisão francês lançado em 30 de novembro de 2005, de propriedade da Viacom, especializado em música e reality shows, além de cobertura de notícias de artistas da época. O canal realizou a sua última transmissão em 17 de novembro de 2015.
Fundada em 2005 para servir ao território francês, foi considerada um canal retrô com reprises de programas cult muito populares da era da MTV, incluindo MTV Unplugged e Beavis e Butt-Head.
O canal deixou de transmitir na França em 17 de novembro de 2015, junto com a MTV Base e MTV Pulse, para ser substituído pela versão francesa da MTV Hits e o novo serviço My MTV.